# Trombopoietina
La trombopoietina (TPO) è una proteina che nell'uomo è codificata dal gene THPO.
La trombopoietina è un ormone glicoproteico prodotto principalmente dal fegato e in minor parte dai reni in grado di indurre la produzione e la maturazione delle piastrine agendo sui recettori dei megacariociti, le cellule del midollo osseo che generano un gran numero di piastrine. Piastrinopoiesi (o trombopoiesi o megacariocitopoiesi) è il processo di sviluppo cellulare che porta alla produzione di piastrine.
Viene utilizzata come farmaco in alcune malattie caratterizzate da piastrinopenia.

## Genetica
Il gene che codifica per la trombopoietina si trova sul braccio lungo del cromosoma 3 (q26.3-27). Anomalie in questo gene si verificano in alcune forme ereditarie di trombocitosi (alti livelli di piastrine) e in molti casi di leucemia. I primi 155 amminoacidi della proteina sono omologhi all'eritropoietina.